# Équipe cycliste Lotto
Pour les articles homonymes, voir Équipe cycliste Lotto (homonymie).
Cet article concerne l'équipe masculine. Pour l'équipe féminine, voir Équipe cycliste Lotto Dstny Ladies.
L'équipe cycliste Lotto, anciennement connu sous les noms Lotto-Belisol, Lotto-Soudal puis Lotto Dstny, est une équipe cycliste belge sur route créée en 2012. Elle court depuis 2023 avec une licence d'UCI ProTeam (deuxième division), après avoir perdu sa licence de première division.
Une équipe féminine existe depuis 2006, tandis que l'équipe Lotto Development sert d'équipe réserve à l'équipe masculine.
Elle ne doit pas être confondue avec les équipes Lotto (1985-2004), Lotto NL-Jumbo ou Omega Pharma-Lotto (2005-2011).

## Histoire de l'équipe
Les deux principaux sponsors de l'équipe Omega Pharma-Lotto n'étant pas parvenus à s'entendre sur une stratégie commune pour l'avenir, l'engagement commun a pris fin fin 2011. Après sept ans en tant que co-sponsor, la loterie nationale belge décide de redevenir sponsor principal. Lotto et ses co-sponsors, qui s'adressent au marché belge, souhaitent une équipe composée presque exclusivement de coureurs belges.
Bien que cette équipe ait repris une grande partie de la direction sportive et de la base de coureurs d'Omega Pharma-Lotto, elle n'est pas gérée par sa société d'exploitation Belgian Cycling Company SA et n'a pas repris la licence ProTeam existante, mais est licenciée par l'UCI en tant que nouvelle équipe.

### Fin 2011: création de l'équipe
À la suite de la scission entre les sponsors Omega Pharma et Lotto, la loterie nationale belge s'associe avec le constructeur de cycles Ridley pour former une nouvelle équipe. D'abord nommée Lotto-Ridley, l'équipe s'appelle finalement Lotto-Belisol après l'arrivée de Belisol, fabricant de fenêtre, comme co-sponsor à Lotto.
L'équipe commence par recruter deux jeunes Belges de l'équipe Wallonie Bruxelles-Crédit agricole, Gaëtan Bille et Jonas Van Genechten. Elle annonce aussi la continuité avec l'effectif d'Omega Pharma-Lotto, avec le recrutement des Allemands André Greipel et Marcel Sieberg. Deux néo-professionnels, Brian Bulgaç et Tosh Van der Sande, signent également ainsi que le leader belge sur les courses par étapes comme le Tour de France, Jurgen Van den Broeck. Vicente Reynés et Gert Dockx signent également.

### 2012-2014: Lotto-Belisol

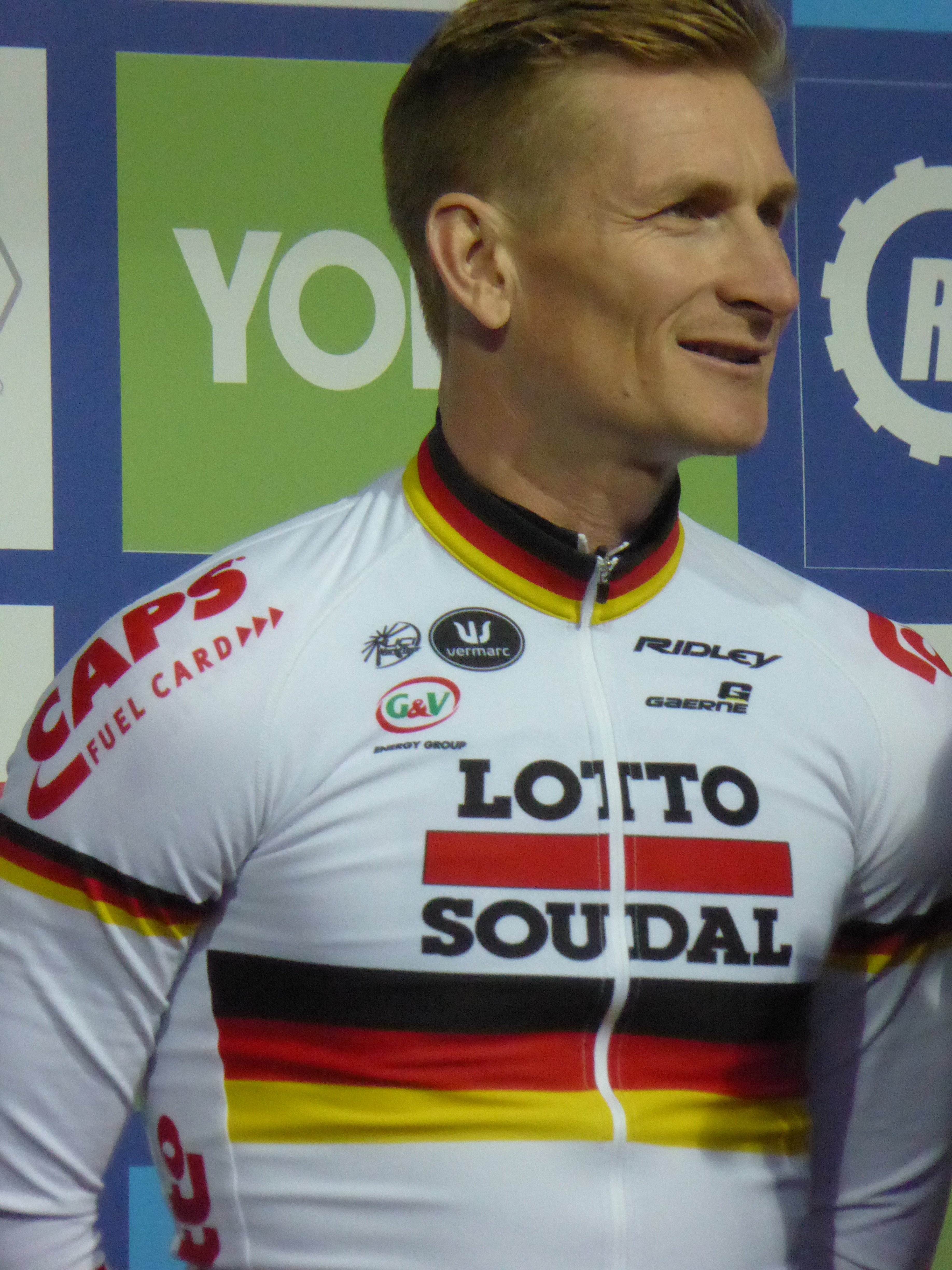
André Greipel (ici en 2016) est le principal pourvoyeur de victoires jusqu'en 2018.

La première course de la saison de l'équipe est la Cancer Council Helpline Classic en Australie. La victoire se joue au sprint et c'est le sprinteur allemand André Greipel de l'équipe qui l'emporte. L'équipe participe ensuite au Tour Down Under où Greipel gagne les 1re, 3e et 6e étapes au sprint tout en portant le maillot de leader pendant deux jours. Greipel est le coureur ayant remporté le plus de courses au niveau international lors de cette saison, avec 19 victoires dont trois étapes du Tour de France. Jurgen Van den Broeck termine quatrième de ce Tour. Lars Bak gagne une étape du Tour d'Italie. En revanche, Jelle Vanendert n'a pas obtenu de résultats aussi bon qu'en 2011. Le jeune Tim Wellens rejoint l'équipe le 1er juillet 2012 en provenance de l'équipe Lotto-Belisol U23. Pour sa première année, l'équipe termine à la onzième place du World Tour.
En 2013, le manager sportif Marc Sergeant est nommé au poste de manager général en remplacement de Olivier Bill. L'équipe obtient 28 victoires, améliorant légèrement son total de l'année précédente (27). Comme en 2012, une part importante de ces succès est due au sprinteur allemand André Greipel, treize fois victorieux cette saison. Il a lancé la saison World Tour de l'équipe avec trois victoires au Tour Down Under, puis a gagné chaque mois jusqu'en septembre, à l'exception du mois de mars. Il s'est notamment imposé lors de la sixième étape du Tour de France et lors du championnat d'Allemagne sur route,. Les résultats sont décevants lors des grands tours et des grandes classiques. Deux fois quatrième du Tour de France les années précédentes, Jurgen Van den Broeck est forfait sur la course en raison d'une chute sur le Tour de Romandie. Au printemps, Adam Hansen a « sauvé » le Tour d'Italie de l'équipe en gagnant une étape. Il s'est illustré en terminant les trois grands tours de l'année, comme en 2012. Lors des classiques, Jürgen Roelandts a obtenu les meilleurs résultats, notamment la troisième place du Tour des Flandres. Lotto-Belisol termine l'année à la 18e et avant-dernière place de l'UCI World Tour.
En 2014, Tony Gallopin rejoint l'équipe en provenance de RadioShack-Leopard. Les coureurs de l'équipe s'imposent à 28 reprises et l'équipe termine 15e de l'UCI World Tour. Gallopin et André Greipel gagnent chacun une étape du Tour de France, où le Français porte le maillot jaune pendant une étape. Adam Hansen s'impose sur une étape du Tour d'Espagne, tandis que Jens Debusschere est champion de Belgique et Greipel champion d'Allemagne. Sur les classiques, Tim Wellens se classe quatrième du Tour de Lombardie.

### 2015-2022: Lotto-Soudal
Pour la saison 2015, Lotto-Belisol devient Lotto-Soudal. L'effectif de 2015 est composé de 28 coureurs. Par rapport à la saison 2014, deux coureurs arrivent : Jasper De Buyst et Thomas De Gendt, et deux partent : Frederik Willems et Jonas Van Genechten. Louis Vervaeke était déjà membre à part entière de l'équipe depuis le 1er juillet 2014. L'équipe réalise sa meilleure saison avec 39 victoires et une 9e place du classement par équipes du World Tour. André Greipel gagne à 16 reprises, dont une étape du Tour d'Italie, quatre du Tour de France et la Vattenfall Cyclassics. De son côté Tim Wellens remporte deux courses World Tour : l'Eneco Tour et le Grand Prix de Montréal. Jurgen Van den Broeck est quant à lui champion de Belgique du contre-la-montre, pour sa dernière année dans l'équipe. Sur les classiques, Tiesj Benoot se révèle à 21 ans en terminant cinquième du Tour des Flandres.
En 2016, Lotto-Soudal commence l’année avec le Tour Down Under, que Rafael Valls termine à la huitième place. André Greipel et Jelle Wallays doivent abandonner sur chute au Tour de l’Algarve, et doivent renoncer à Paris-Nice. Jürgen Roelandts se classe troisième de Milan-San Remo, mais les classiques flandriennes sont gâchées par une chute de Tiesj Benoot. Lors des Classiques ardennaises, le meilleur résultat de Lotto-Soudal est la dixième place de Tim Wellens sur l'Amstel Gold Race. Le Tour d'Italie est une réussite avec trois victoires au sprint pour André Greipel et une étape de montagne pour Tim Wellens. Ce dernier gagne une nouvelle course World Tour avec sa victoire sur le Tour de Pologne. Sur le Tour de France, l'équipe remporte les étapes prestigieuses du Mont Ventoux et des Champs-Elysées avec Thomas De Gendt et André Greipel. Tony Gallopin prend la deuxième place de la Classique de Saint-Sébastien. L'équipe n'obtient pas de résultats significatifs après le Tour de France. La saison est marquée pas l'accident grave de Stig Broeckx durant le Tour de Belgique.

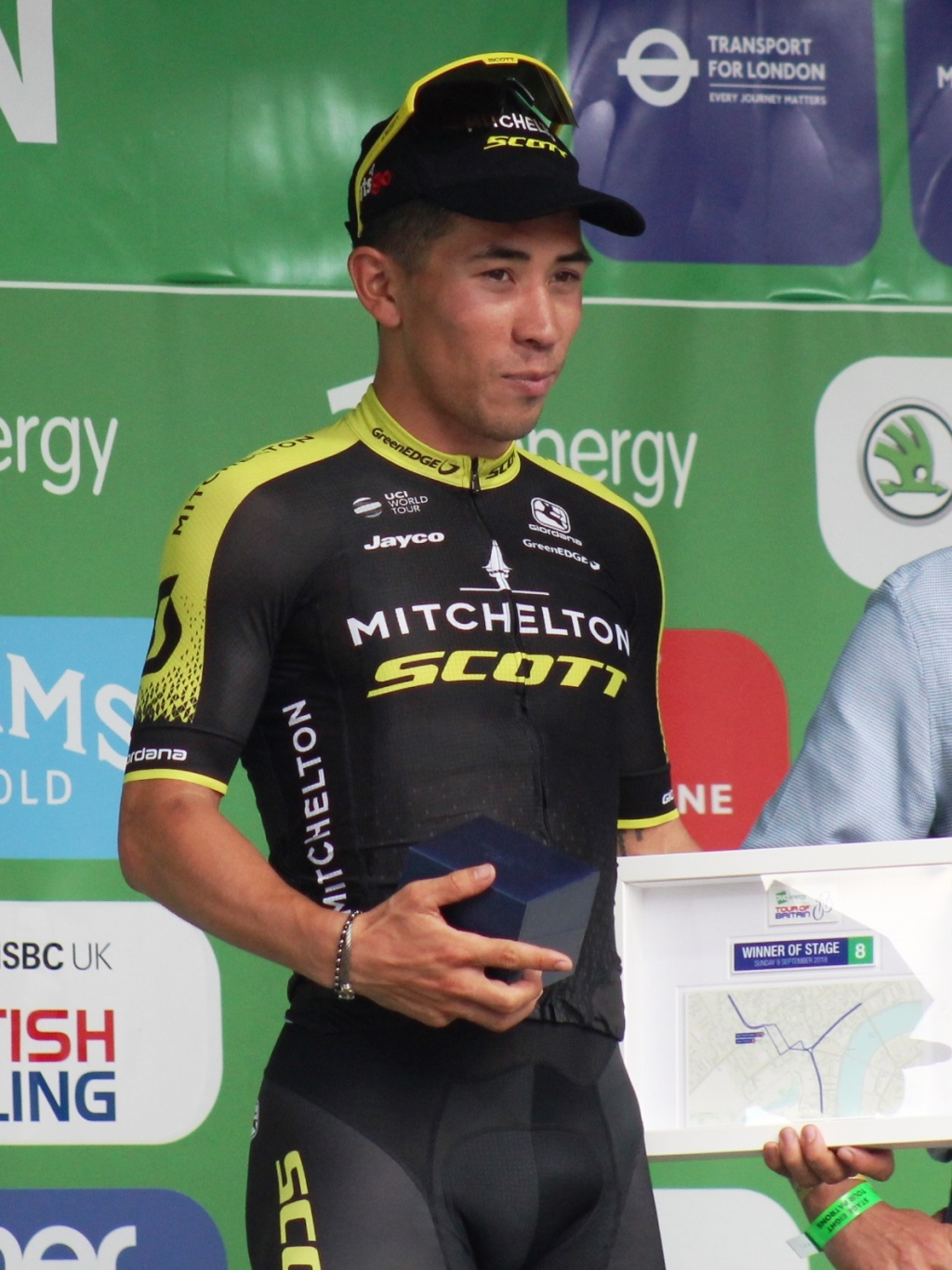
Caleb Ewan devient à partir de 2019 le principal pourvoyeur de succès de l'équipe.

Comme l'an passé, l'équipe n'obtient pas de victoires sur les classiques de printemps en 2017, même si André Greipel obtient son meilleur résultat avec une septième place lors de Paris-Roubaix. Il gagne également une étape sur Paris-Nice et le Tour d'Italie. En fin de saison, les coureurs de l'équipe remportent quatre étapes du Tour d'Espagne et Tim Wellens gagne en Chine le Tour du Guangxi. L'équipe se classe à la 13e place du classement par équipes du World Tour.
En 2018, elle termine seulement 15e du World Tour. Elle compte 25 victoires avec dix coureurs différents, malgré un André Greipel en retrait. Tiesj Benoot s'adjuge les Strade Bianche, alors que le leader Tim Wellens décroche sept succès dont une étape du Tour d'Italie et monte sur le podium du BinckBank Tour et de la Bretagne Classic. Lors du Tour d'Espagne, Jelle Wallays remporte une étape et Thomas De Gendt s'octroie le classement du meilleur grimpeur, tandis que Victor Campenaerts est champion de Belgique du contre-la-montre.
En 2019, le sprinteur André Greipel quitte l'équipe et est remplacé par Caleb Ewan. Celui-ci comptabilise 10 des 23 succès de l'équipe au course de cette année. Il a notamment remporté deux étapes sur le Tour d'Italie et surtout trois étapes sur le Tour de France (dont celle des Champs-Élysées), pour sa première participation. Tim Wellens obtient 5 victoires et plusieurs top 10 sur les classiques, tandis que Thomas De Gendt s'impose en solitaire sur la 8e étape du Tour de France. Le rouleur Victor Campenaerts s'empare du record de l'heure et le polyvalent Tiesj Benoot obtient plusieurs places d'honneur, dont la deuxième place sur la Bretagne Classic et la quatrième sur le Tour de Suisse. Jelle Wallays remporte Paris-Tours et Carl Fredrik Hagen se classe huitième du Tour d'Espagne. L'équipe est finalement neuvième du classement mondial, son meilleur classement depuis 2015. La saison est marquée par la mort en course lors de la troisième étape du Tour de Pologne du grand espoir de l'équipe Bjorg Lambrecht.
Pour la saison 2020, les départs de Victor Campenaerts, Tiesj Benoot et Jelle Vanendert sont compensés par les arrivées de John Degenkolb et Philippe Gilbert. 17e du classement mondial UCI avec seulement douze victoires, l'équipe est portée par son duo Caleb Ewan-Tim Wellens. Ewan gagne sept courses, dont deux étapes du Tour de France, tandis que Wellens s'adjuge deux étapes sur le Tour d'Espagne. John Degenkolb (6e sur Gand-Wevelgem et 9e du Tour des Flandres) et Philippe Gilbert (9e de Milan-San Remo) se contentent de places d'honneur sur les classiques.
En 2021, l'équipe obtient seulement 12 succès et se classe 18e du classement mondial, son plus mauvais résultat depuis 2013. Caleb Ewan décroche six succès, dont deux étapes sur le Tour d'Italie, mais chute lourdement au début du Tour de France. Il se classe également deuxième de Milan-San Remo, tandis que Florian Vermeersch crée la surprise en terminant deuxième de Paris-Roubaix à 22 ans. Moins en réussite sur les classiques, Tim Wellens se classe dans le top 10 de plusieurs courses par étapes du World Tour. Les coureurs expérimentés Philippe Gilbert, John Degenkolb et Thomas De Gendt sont également en retraits.
La saison 2022 est marquée par la chasse aux points UCI de l'équipe, qui est à la lutte pour conserver sa licence en World Tour. En ballotage défavorable en début de saison (20e avec près de 800 points de retard sur le 18e), elle ne parvient pas à rattraper son retard, malgré ses 25 victoires, dont neuf pour le néo-professionnel Arnaud De Lie. Thomas De Gendt gagne une étape du Tour d'Italie, tandis que Caleb Ewan gagne sept courses, dont une étape de Tirreno-Adriatico. En fin de saison, l'équipe perd Tim Wellens (UAE Team Emirates) et Philippe Gilbert (retraite), ainsi que son manager John Lelangue.

### Depuis 2023: descente en deuxième division avec De Lie en leader

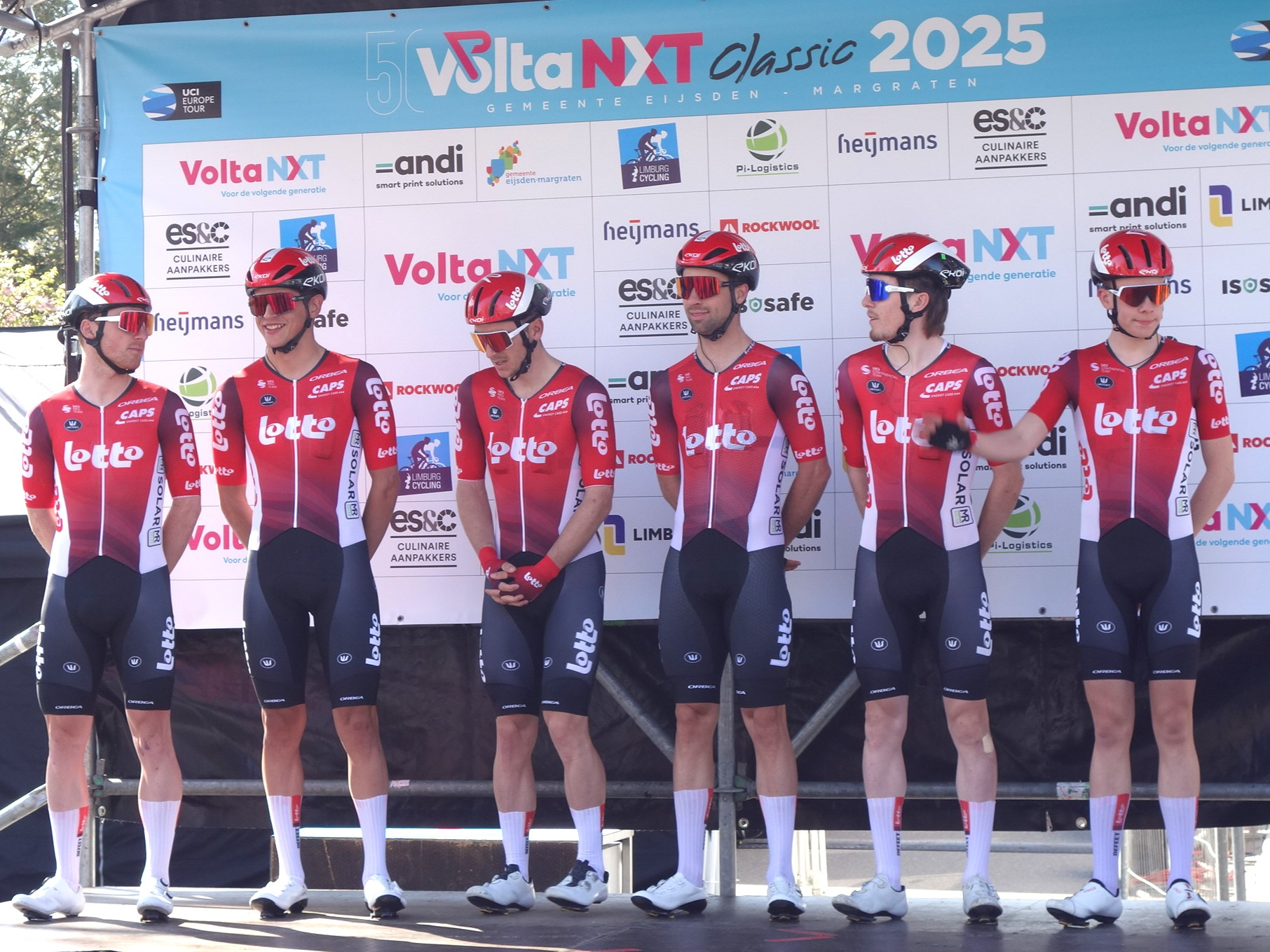
Coureurs de l'équipe en 2025.

Après avoir échoué à conserver sa licence en World Tour, l'équipe débute l'année 2023 en tant qu'UCI ProTeam, tout en bénéficiant d'invitations automatiques pour chaque épreuve du World Tour. L'équipe de développement Lotto Dstny est intégrée aux structures de l'équipe et court avec une licence d'équipe continentale depuis cette saison.
Après la saison 2024, le deuxième sponsor titre Dstny a mis fin à la coopération. En raison de ressources financières réduites, l'effectif pour la saison 2025 est réduit à 25 pilotes. Plusieurs coureurs clés tels que Victor Campenaerts, Maxim Van Gils et Andreas Kron quittent l'équipe, tandis que les nouvelles recrues proviennent principalement de l'équipe de développement.

## Sponsors et financement de l'équipe
De 2015 à 2022, les deux sponsors sont belges, à savoir Lotto, la loterie nationale belge et Soudal, groupe indépendant de colles et mastics pour professionnels et particuliers. En 2023, l'entreprise de communication Destiny devient le nouveau co-sponsor sous le nom de « Dstny ».

## Encadrement de l'équipe
Marc Sergeant est directeur général de l'équipe depuis février 2013 et le départ de Bill Olivier, qui occupait ce poste jusqu'alors. Mario Aerts, Herman Frison, Jean-Pierre Heynderickx, Bart Leysen et Marc Wauters y sont directeurs sportifs depuis la création de l'équipe en 2012. Kurt Van de Wouwer a rejoint cette équipe en 2013, tout en continuant à diriger l'équipe Lotto-Belisol U23.
Paul De Geyter, ancien manager de Tom Boonen, Frank Vandenbroucke et Greg Van Avermaet, devient manager général de l'équipe en septembre 2017. Il est remplacé en 2019 par John Lelangue. Lelangue est à son tour remplacé par Stéphane Heulot à partir de la saison 2023.

## Dopage
En novembre 2018, Tosh Van der Sande est contrôlé positif lors des Six jours de Gand qu'il a terminé à la troisième place. Il a utilisé un médicament autorisé en compétition à condition qu'il soit mentionné lors d'un contrôle, ce qu'il n'a pas fait. Il est provisoirement suspendu par son équipe, puis est blanchi par l'UCI le 24 janvier 2019.

## Classements UCI

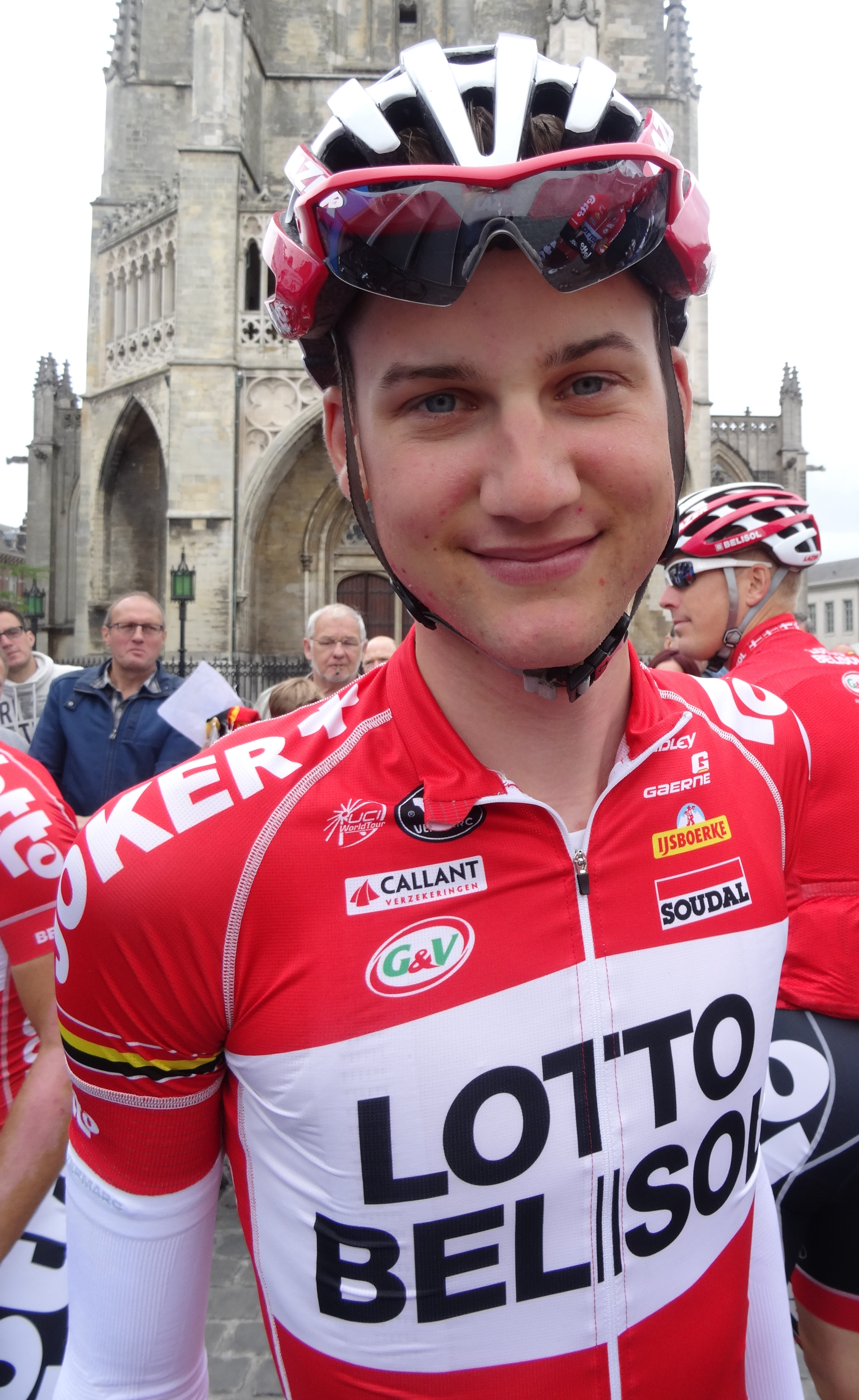
Tim Wellens, ici photographié au Tour du Limbourg 2014, termine 25e au classement individuel de l'UCI World Tour 2014.

Pour sa première année en 2012, l'équipe est classée dans le classement UCI World Tour.
| Saison | Classement par équipes | Meilleur coureur au classement individuel |
| ------ | ---------------------- | ----------------------------------------- |
| 2012   | 11e                    | Jurgen Van den Broeck (14e)               |
| 2013   | 18e                    | André Greipel (37e)                       |
| 2014   | 15e                    | Tim Wellens (25e)                         |
| 2015   | 9e                     | André Greipel (24e)                       |
| 2016   | 14e                    | Tim Wellens (34e)                         |
| 2017   | 13e                    | Tim Wellens (21e)                         |
| 2018   | 15e                    | Tim Wellens (18e)                         |

En 2016, le Classement mondial UCI qui prend en compte toutes les épreuves UCI est mis en place parallèlement à l'UCI World Tour et aux circuits continentaux. Il remplace définitivement l'UCI World Tour en 2019.
| Classement mondial | Classement mondial     | Classement mondial                        | Classement mondial |
| Année              | Classement par équipes | Meilleur coureur au classement individuel |                    |
| ------------------ | ---------------------- | ----------------------------------------- | ------------------ |
| 2016               | -                      | André Greipel (37e)                       |                    |
| 2017               | -                      | Tim Wellens (20e)                         |                    |
| 2018               | -                      | Tim Wellens (9e)                          |                    |
| 2019               | 9e                     | Tim Wellens (17e)                         |                    |
| 2020               | 17e                    | Caleb Ewan (35e)                          |                    |
| 2021               | 18e                    | Tim Wellens (65e)                         |                    |
| 2022               | 14e                    | Arnaud De Lie (6e)                        |                    |
| 2023               | 9e                     | Arnaud De Lie (14e)                       |                    |
| 2024               | 9e                     | Maxim Van Gils (14e)                      |                    |
|                    |                        |                                           |                    |
| Source : UCI       |                        |                                           |                    |

Les coureurs sont également classés dans les circuits continentaux à partir de 2016.
UCI Africa Tour
| UCI Africa Tour | UCI Africa Tour        | UCI Africa Tour                           | UCI Africa Tour |
| Année           | Classement par équipes | Meilleur coureur au classement individuel |                 |
| --------------- | ---------------------- | ----------------------------------------- | --------------- |
| 2022            | -                      | Reinardt Janse van Rensburg (5e)          |                 |
|                 |                        |                                           |                 |
| Source : UCI    |                        |                                           |                 |

UCI America Tour
| UCI America Tour | UCI America Tour       | UCI America Tour                          | UCI America Tour |
| Année            | Classement par équipes | Meilleur coureur au classement individuel |                  |
| ---------------- | ---------------------- | ----------------------------------------- | ---------------- |
| 2016             | -                      | Tim Wellens (435e)                        |                  |
| 2018             | -                      | Tiesj Benoot (122e)                       |                  |
| 2023             | -                      | Eduardo Sepúlveda (32e)                   |                  |
| 2024             | -                      | Eduardo Sepúlveda (55e)                   |                  |
|                  |                        |                                           |                  |
| Source : UCI     |                        |                                           |                  |

UCI Asia Tour
| UCI Asia Tour | UCI Asia Tour          | UCI Asia Tour                             | UCI Asia Tour |
| Année         | Classement par équipes | Meilleur coureur au classement individuel |               |
| ------------- | ---------------------- | ----------------------------------------- | ------------- |
| 2016          | -                      | Jürgen Roelandts (160e)                   |               |
| 2018          | -                      | Rémy Mertz (453e)                         |               |
|               |                        |                                           |               |
| Source : UCI  |                        |                                           |               |

UCI Europe Tour
| UCI Europe Tour | UCI Europe Tour        | UCI Europe Tour                           | UCI Europe Tour |
| Année           | Classement par équipes | Meilleur coureur au classement individuel |                 |
| --------------- | ---------------------- | ----------------------------------------- | --------------- |
| 2016            | -                      | Tony Gallopin (16e)                       |                 |
| 2017            | -                      | Jasper De Buyst (2e)                      |                 |
| 2018            | -                      | Tim Wellens (5e)                          |                 |
| 2019            | -                      | Tim Wellens (16e)                         |                 |
| 2020            | -                      | John Degenkolb (56e)                      |                 |
| 2021            | -                      | Tim Wellens (54e)                         |                 |
| 2022            | -                      | Arnaud De Lie (6e)                        |                 |
| 2023            | 1er                    | Arnaud De Lie (15e)                       |                 |
| 2024            | -                      | Maxim Van Gils (11e)                      |                 |
|                 |                        |                                           |                 |
| Source : UCI    |                        |                                           |                 |

UCI Oceania Tour
| UCI Oceania Tour | UCI Oceania Tour       | UCI Oceania Tour                          | UCI Oceania Tour |
| Année            | Classement par équipes | Meilleur coureur au classement individuel |                  |
| ---------------- | ---------------------- | ----------------------------------------- | ---------------- |
| 2016             | -                      | Pim Ligthart (15e)                        |                  |
| 2019             | -                      | Caleb Ewan (1er)                          |                  |
| 2020             | -                      | Caleb Ewan (5e)                           |                  |
| 2021             | -                      | Caleb Ewan (5e)                           |                  |
| 2022             | -                      | Caleb Ewan (4e)                           |                  |
| 2023             | -                      | Caleb Ewan (7e)                           |                  |
|                  |                        |                                           |                  |
| Source : UCI     |                        |                                           |                  |

## Principaux coureurs et résultats
Ce tableau présente les résultats obtenus au sein de l'équipe par une sélection de coureurs qui se sont distingués soit par le rôle de leader ou de capitaine de route qui leur a été attribué pendant tout ou partie de leur passage dans l'équipe, leur longévité au sein de celle-ci, soit en remportant une course majeure pour l'équipe, soit encore par leur place dans l'histoire du cyclisme en général. La majorité des coureurs cités se distinguent par plusieurs de ces caractéristiques.
| Nom                   | Naissance | Nationalité | Arrivée   | Départ    | Résultats |
| --------------------- | --------- | ----------- | --------- | --------- | --- |
| Gianni Meersman       | 1985      | Belgique    | 2012      | 2012      | 1 étape de Paris-Nice (2012) 3° de la Clasica San Sebastian (2012) |
| Jonas Van Genechten   | 1986      | Belgique    | 2012      | 2014      | 1 étape du Tour de Pologne (2014) |
| Jurgen Van den Broeck | 1983      | Belgique    | 2012      | 2015      | 3° du Critérium du Dauphiné (2014) 3° du Tour de Catalogne (2012) 4° du Tour de France (2012) |
| Bart De Clercq        | 1986      | Belgique    | 2011      | 2017      | 1 étape du Tour de Pologne (2015) 2° du Tour de Pologne (2015) |
| Jurgen Roelandts      | 1985      | Belgique    | 2012      | 2017      | 3° du Tour des Flandres (2013) 3° de Milan-SanRemo (2016) |
| Tony Gallopin         | 1988      | France      | 2014      | 2017      | 1 étape du Tour de France (2014) 1 étape de Paris-Nice (2015) 2° de la Classic San Sebastian (2016, 2017) 3° du Grand Prix de Montréal (2014) |
| Jens Debusschere      | 1989      | Belgique    | 2012      | 2018      | 1 étape de Tirreno-Adriatico (2015) |
| André Greipel         | 1982      | Allemagne   | 2012      | 2018      | Vattenfall Cyclassics (2015) 10 étapes du Tour Down Under (3x 2012, 3x 2013, 2x 2014, 2x 2018) 3 étapes du Benelux Tour (2013, 2014, 2015) 9 étapes du Tour de France (3x 2012, 2013, 4x 2015, 2016) 2 étapes de Paris-Nice (2015, 2017) 5 étapes du Tour d'Italie (2015, 3x 2016, 2017) 2° de la Cyclassics Hamburg (2012, 2013) |
| Lars Bak              | 1980      | Danemark    | 2012      | 2018      | 1 étape du Tour d'Italie (2012) |
| Jelle Vanendert       | 1985      | Belgique    | 2012      | 2019      | 2° de l'Amstel Gold Race (2012, 2014) 3° de la Flèche Wallonne (2018) |
| Tiesj Benoot          | 1994      | Belgique    | 2015      | 2019      | Strade Bianche (2018) 2° de la Bretagne Classic (2019) |
| Adam Hansen           | 1981      | Australie   | 2012      | 2020      | 1 étape du Tour d'Italie (2013) 1 étape du Tour d'Espagne (2014) |
| Sander Armée          | 1985      | Belgique    | 2014      | 2020      | 1 étape du Tour d'Espagne (2017) |
| Jelle Wallays         | 1989      | Belgique    | 2016      | 2020      | 1 étape du Tour d'Espagne (2018) |
| Tomasz Marczyński     | 1984      | Pologne     | 2016      | 2021      | 2 étapes du Tour d'Espagne (2x 2017) |
| John Degenkolb        | 1989      | Allemagne   | 2020      | 2021      | 2° de l'Eschborn-Francfort (2021) |
| Philippe Gilbert      | 1982      | Belgique    | 2020      | 2022      | Quatre Jours de Dunkerque (2022) |
| Tim Wellens           | 1991      | Belgique    | 2012      | 2022      | Benelux Tour (2014, 2015) Tour de Pologne (2016) Tour du Guangxi (2017) Grand Prix cycliste de Montréal (2015) 4 étapes du Benelux Tour (2014, 2015, 2017, 2019) 1 étape de Paris-Nice (2016) 2 étapes du Tour d'Italie (2016, 2018) 2 étapes du Tour d'Espagne (2x 2020) 1 étape du Tour de Pologne (2016) 1 étape du Tour du Guangxi (2017) 2° du Renewi Tour (2017) 3° du Renewi Tour (2018, 2019) 3° de l'Omloop Het Nieuwsblad (2019) 3° de la Bretagne Classic (2018) 3° des Strade Bianche (2017) |
| Matthew Holmes        | 1993      | Royaume-Uni | 2020      | 2022      | 1 étape du Tour Down Under (2020) |
| Caleb Ewan            | 1994      | Australie   | 2019      | 2023      | 5 étapes du Tour de France (3x 2019, 2x 2020) 2 étapes du Tour de Turquie (2x 2019) 4 étapes du Tour d'Italie (2x 2019, 2x 2021) 2 étapes du Tour Down Under (2x 2020) 3 étapes du Tour des Émirats arabes unis (2019, 2020, 2021) 1 étape du Benelux Tour (2021) 1 étape de Tirreno-Adriatico (2022) 2° de Milan-SanRemo (2021) 2° de la Cadel Evans (2019) 2° de la Cyclassics Hamburg (2019) |
| Thomas De Gendt       | 1986      | Belgique    | 2015      | 2024      | 4 étapes du Tour de Catalogne (2016, 2018, 2019, 2021) 2 étapes du Tour de France (2016, 2019) 1 étape du Critérium du Dauphiné (2017) 1 étape du Tour d'Espagne (2017) 1 étape du Tour de Romandie (2018) 1 étape du Tour d'Italie (2022) |
| Victor Campenaerts    | 1991      | Belgique    | 2018 2022 | 2019 2024 | 1 étape de Tirreno-Adriatico (2019) 1 étape du Tour de France (2024) |
| Florian Vermeersch    | 1999      | Belgique    | 2020      | 2024      | 2° du Renewi Tour (2023) 2° de Paris-Roubaix (2021) |
| Andreas Kron          | 1998      | Danemark    | 2021      | 2024      | 1 étape du Tour de Catalogne (2021) 1 étape du Tour de Suisse (2021) 1 étape du Tour d'Espagne (2023) |
| Maxime Van Gils       | 1999      | Belgique    | 2021      | 2024      | Eschborn-Francfort (2024) 3° des Strade Bianche (2024) 3° de la Flèche Wallonne (2024) |
| Brent Van Moer        | 1998      | Belgique    | 2019      |           | 1 étape du Critérium du Dauphiné (2021) |
| Arnaud De Lie         | 2002      | Belgique    | 2022      |           | Grand Prix cycliste de Québec (2023) 1 étape du Renewi Tour (2024) 2° de l'Omloop Het Nieuwsblad (2023) |
| Lennert Van Eetvelt   | 2001      | Belgique    | 2023      |           | UAE Tour (2024) Tour du Guangxi (2024) 1 étape du UAE Tour (2024) 1 étape du Tour du Guangxi (2024) 3° de la Clasica San Sebastian (2024) |
| Alec Segaert          | 2003      | Belgique    | 2023      |           | 1 étape du Renewi Tour (2024) 2° du Renewi Tour (2024) |
| Lionel Taminiaux      | 1996      | Belgique    | 2024      |           | 1 étape du Tour du Guangxi (2024) |

## Principales victoires

### Courses d'un jour
Victoires sur les classiques de niveau World Tour ou équivalent (en gras les victoires sur les classiques « Monuments ») :
- Vattenfall Cyclassics : 2015 (André Greipel)
- Grand Prix cycliste de Montréal : 2015 (Tim Wellens)
- Strade Bianche : 2018 (Tiesj Benoot)
- Grand Prix cycliste de Québec : 2023 (Arnaud De Lie)
- Eschborn-Francfort : 2024 (Maxim Van Gils)

Victoires sur les autres courses d'un jour :
- Grand Prix Pino Cerami : 2012 (Gaëtan Bille), 2013 (Jonas Van Genechten), 2016 (Jelle Wallays)
- ProRace Berlin : 2012 (André Greipel)
- Grand Prix de Fourmies : 2012 (Lars Bak), 2014 (Jonas Van Genechten)
- Grand Prix Impanis-Van Petegem : 2012 (André Greipel), 2015 (Sean De Bie)
- Trofeo Palma : 2013 (Kenny Dehaes), 2016 (André Greipel) et 2022 (Arnaud De Lie)
- Handzame Classic : 2013 (Kenny Dehaes)
- Ronde van Zeeland Seaports : 2013 (André Greipel)
- Halle-Ingooigem : 2013 (Kenny Dehaes)
- Brussels Cycling Classic : 2013, 2014 (André Greipel), 2019 (Caleb Ewan)
- Championnat des Flandres : 2013 (Jens Debusschere)
- Prix national de clôture : 2013, 2014 (Jens Debusschere)
- Tour de Drenthe : 2014 (Kenny Dehaes)
- Nokere Koerse : 2014 (Kenny Dehaes), 2015 (Kris Boeckmans)
- Course des raisins : 2014 (Jonas Van Genechten) et 2023 (Victor Campenaerts)
- Grand Prix Jef Scherens : 2014 (André Greipel)
- Tour de Münster : 2014 (André Greipel)
- Grand Prix La Marseillaise : 2015 (Pim Ligthart)
- Le Samyn : 2015 (Kris Boeckmans) et 2023 (Milan Menten)
- Grand Prix de Wallonie : 2015 (Jens Debusschere), 2016 (Tony Gallopin), 2018 (Tim Wellens)
- Trofeo Felanitx-Ses Salines-Campos-Porreres : 2016, 2017 (André Greipel)
- Trofeo Serra de Tramuntana : 2017, 2018, 2019, 2022 (Tim Wellens), 2024 (Lennert Van Eetvelt)
- Trofeo Andratx-Mirador des Colomer : 2017 (Tim Wellens)
- Omloop Eurometropool : 2017 (André Greipel)
- Flèche de Heist : 2018 (Jasper De Buyst), 2022 (Arnaud De Lie)
- Binche-Chimay-Binche : 2018 (Jasper De Buyst), 2024 (Arnaud De Lie)
- Famenne Ardenne Classic : 2018 (Moreno Hofland), 2023 et 2024 (Arnaud De Lie)
- Flèche brabançonne : 2018 (Tim Wellens)
- Paris-Tours : 2019 (Jelle Wallays)
- Grand Prix de l'Escaut : 2020 (Caleb Ewan)
- Trofeo Playa de Palma-Palma : 2022 (Arnaud De Lie)
- Grand Prix Jean-Pierre Monséré : 2022 (Arnaud De Lie), 2024 (Jarne Van de Paar)
- Volta Limburg Classic : 2022 (Arnaud De Lie)
- Antwerp Port Epic : 2022 (Florian Vermeersch)
- Grand Prix Marcel Kint : 2022 (Arnaud De Lie) et 2023 (Caleb Ewan)
- Tour du Limburg : 2022 (Arnaud De Lie)
- Tour de Louvain-Mémorial Jef Scherens : 2022 (Victor Campenaerts) et 2023 (Arnaud De Lie)
- Coupe Sels : 2022 (Arnaud De Lie)
- Egmont Cycling Race : 2022 (Arnaud De Lie) et 2023 (Jasper De Buyst)
- Grand Prix de Valence : 2023 (Arnaud De Lie)
- Grand Prix du Morbihan : 2023 (Arnaud De Lie)
- Van Merksteijn Fences Classic : 2023 (Caleb Ewan)
- Polynormande : 2023 (Arnaud De Lie)
- Tro Bro Leon : 2024 (Arnaud De Lie)
- Grand Prix Criquielion : 2024 (Alec Segaert)
- Circuit de Wallonie : 2024 (Arnaud De Lie)
- Grand Prix du canton d'Argovie : 2024 (Maxim Van Gils)
- Muur Classic Geraardsbergen : 2024 (Jenno Berckmoes)

### Courses à étapes
Victoires sur les courses de niveau World Tour ou équivalent :
- Eneco Tour : 2014 et 2015 (Tim Wellens)
- Tour de Pologne : 2016 (Tim Wellens)
- Tour du Guangxi : 2017 (Tim Wellens) et 2024 (Lennert Van Eetvelt)
- Tour des Émirats arabes unis : 2024 (Lennert Van Eetvelt)

Victoires sur les autres courses par étapes :
- Circuit franco-belge : 2012 (Jürgen Roelandts), 2013 (Jens Debusschere), 2023 (Arnaud De Lie)
- Tour de Picardie : 2015 (Kris Boeckmans)
- World Ports Classic : 2015 (Kris Boeckmans)
- Ster ZLM Toer : 2015 (André Greipel)
- Trois Jours de Flandre-Occidentale : 2016 (Sean De Bie)
- Tour de Belgique : 2018 (Jens Keukeleire)
- Tour de Wallonie : 2018 (Tim Wellens)
- Étoile de Bessèges : 2021 (Tim Wellens)
- Tour d'Arabie saoudite : 2022 (Maxim Van Gils)
- Alpes Isère Tour : 2023 (Lennert Van Eetvelt)
- Tour de Castille-et-León : 2023 (Eduardo Sepúlveda)
- Tour du Danemark : 2024 (Arnaud De Lie)

### Championnats nationaux
- Championnats d'Allemagne sur route : 3
  - Course en ligne : 2013, 2014 et 2016 (André Greipel)
- Championnats de Belgique sur route : 4
  - Course en ligne : 2014 (Jens Debusschere) et 2024 (Arnaud De Lie)
  - Contre-la-montre : 2015 (Jurgen Van den Broeck) et 2018 (Victor Campenaerts)
- Championnats de Nouvelle-Zélande sur route : 1
  - Contre-la-montre : 2024 (Logan Currie)

## Résultats sur les grands tours
- Tour de France

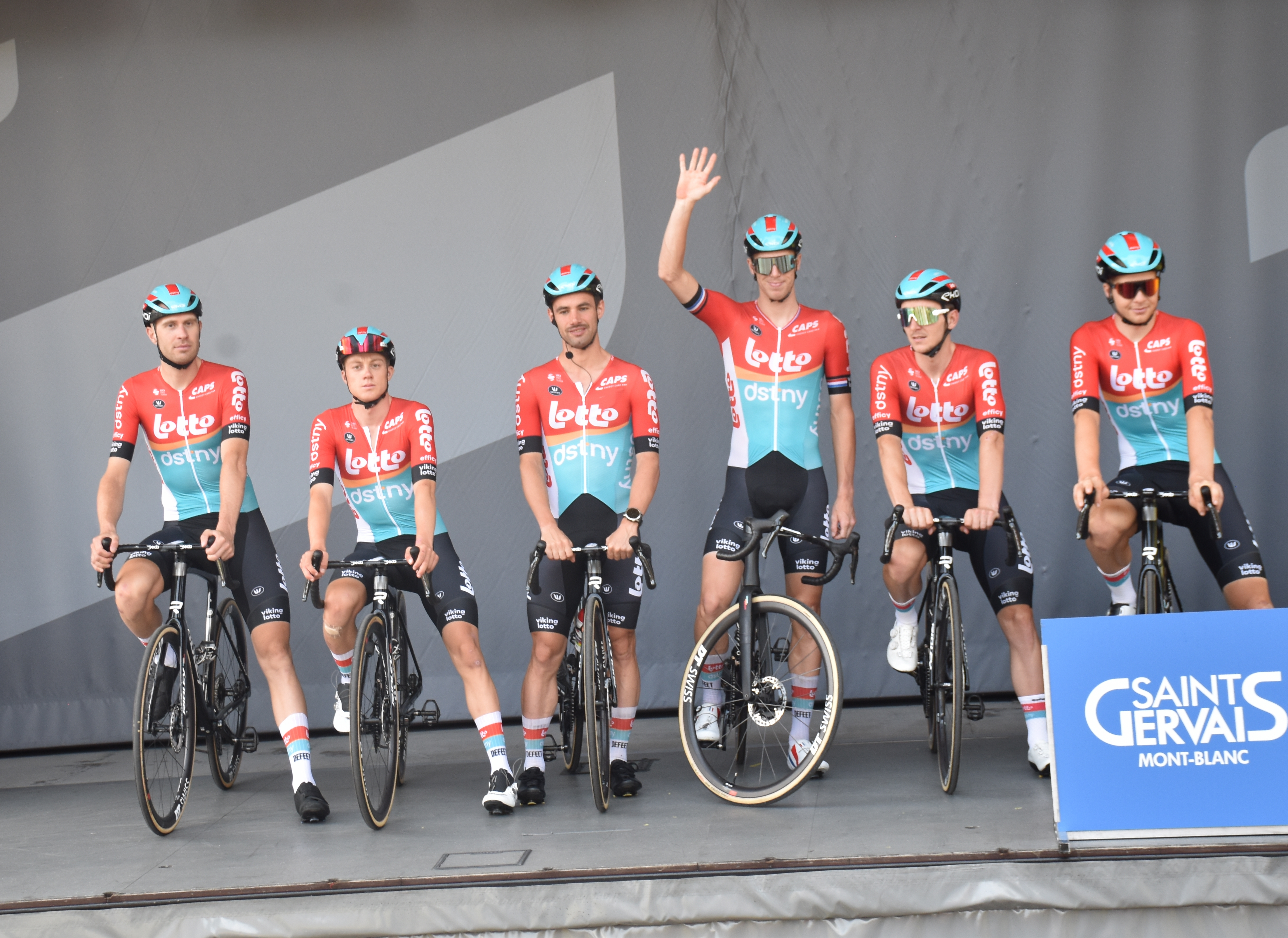
L'équipe Lotto-Dstny au départ de la 17e étape du Tour de France 2023.

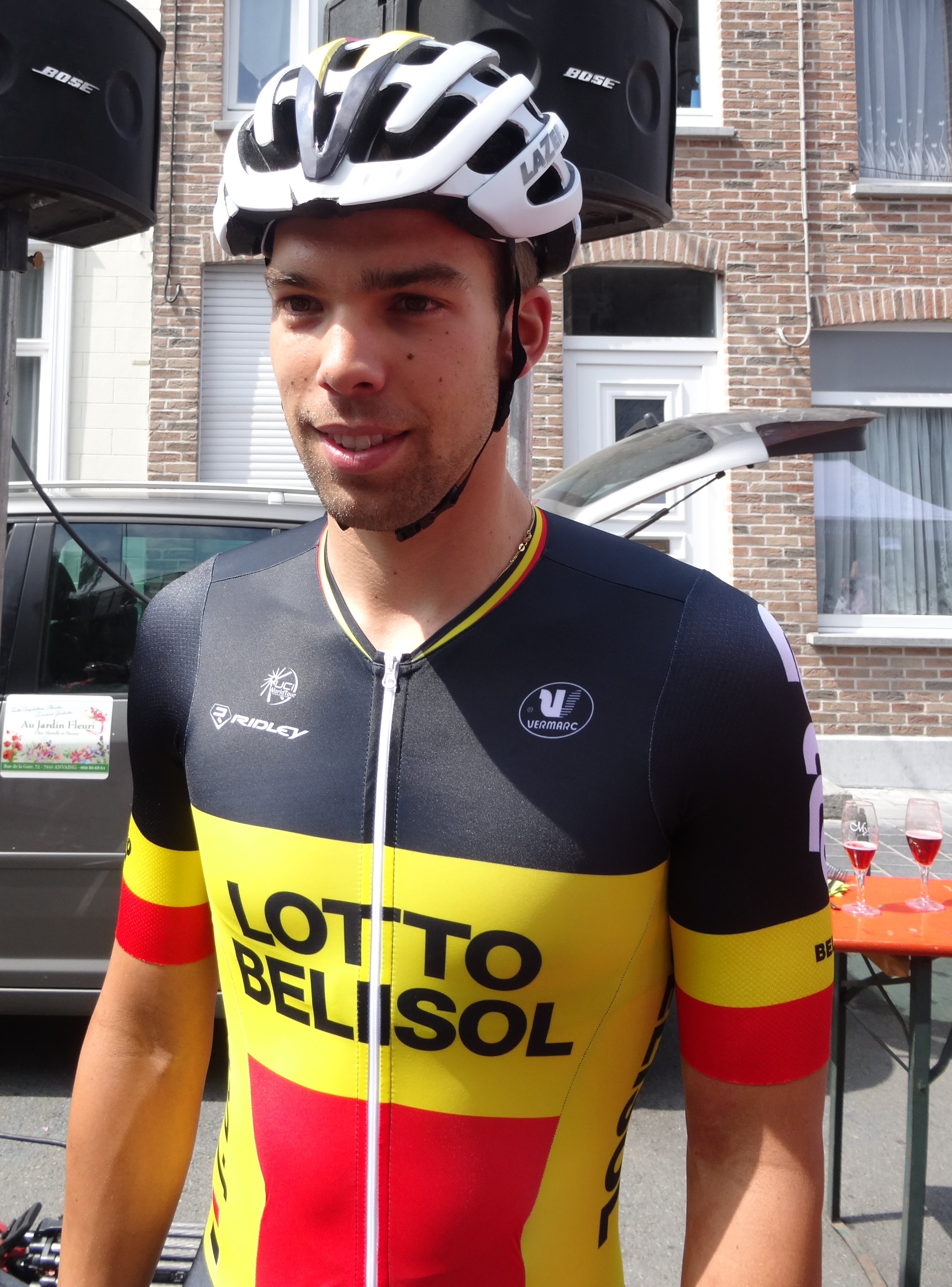
Jens Debusschere arborant son maillot de champion de Belgique sur route lors de la 1re étape du Tour de Wallonie 2014.

  - 12 participations (2012, 2013, 2014, 2015, 2016, 2017, 2018, 2019, 2020, 2021, 2022, 2023)
  - 18 victoires d'étapes :
    - 3 en 2012 : André Greipel (3)
    - 1 en 2013 : André Greipel
    - 2 en 2014 : André Greipel et Tony Gallopin
    - 4 en 2015 : André Greipel (4)
    - 2 en 2016 : Thomas De Gendt et André Greipel
    - 4 en 2019 : Thomas De Gendt et Caleb Ewan (3)
    - 2 en 2020 : Caleb Ewan (2)

  - Meilleur classement individuel : Jurgen van den Broeck (4e en 2012)
- Tour d'Italie
  - 11 participations (2012, 2013, 2014, 2015, 2016, 2017, 2018, 2019, 2020, 2021, 2022)
  - 14 victoires d'étapes :
    - 1 en 2012 : Lars Bak
    - 1 en 2013 : Adam Hansen
    - 1 en 2015 : André Greipel
    - 4 en 2016 : André Greipel (3) et Tim Wellens
    - 1 en 2017 : André Greipel
    - 1 en 2018 : Tim Wellens
    - 2 en 2019 : Caleb Ewan (2)
    - 2 en 2021 : Caleb Ewan (2)
    - 1 en 2022 : Thomas De Gendt

  - Meilleur classement individuel : Maxime Monfort (11e en 2015)
  - 2 classements annexes :
    - Trofeo Fuga Cervelo : Olivier Kaisen (2012)
    - Prix de la combativité : Thomas De Gendt (2020)

- Tour d'Espagne
  - 12 participations (2012, 2013, 2014, 2015, 2016, 2017, 2018, 2019, 2020, 2021, 2022, 2023)
  - 8 victoires d'étapes :
    - 1 en 2014 : Adam Hansen
    - 4 en 2017 : Tomasz Marczyński (2), Sander Armée et Thomas De Gendt
    - 1 en 2018 : Jelle Wallays
    - 1 en 2020 : Tim Wellens
    - 1 en 2023 : Andreas Kron

  - Meilleur classement individuel : Carl Fredrik Hagen (8e en 2019)
  - 1 classement annexe :
    -  Classement de la montagne : Thomas De Gendt (2018)

## Lotto en 2025
Effectif
| Effectif 2025                  | Effectif 2025     | Effectif 2025    | Effectif 2025                                  |
| Cycliste                       | Date de naissance | Pays             | Équipe précédente                              |
| ------------------------------ | ----------------- | ---------------- | ---------------------------------------------- |
| Jenno Berckmoes                | 4 février 2001    | Belgique         | Team Flanders-Baloise (2023)                   |
| Cédric Beullens                | 27 janvier 1997   | Belgique         | Sport Vlaanderen-Baloise (2021)                |
| Lars Craps                     | 17 octobre 2001   | Belgique         | Team Flanders-Baloise (2024)                   |
| Logan Currie                   | 24 juin 2001      | Nouvelle-Zélande | Bolton Equities Black Spoke Pro Cycling (2023) |
| Jasper De Buyst                | 24 novembre 1993  | Belgique         | Topsport Vlaanderen-Baloise (2014)             |
| Arnaud De Lie                  | 16 mars 2002      | Belgique         | Lotto-Soudal Development (2021)                |
| Steffen De Schuyteneer         | 24 février 2005   | Belgique         | Lotto Dstny Development Team (2024)            |
| Jarrad Drizners                | 31 mai 1999       | Australie        | Hagens Berman Axeon (2021)                     |
| Joshua Giddings                | 20 juillet 2003   | Royaume-Uni      | Lotto Dstny Development Team (2024)            |
| Jonas Gregaard Wilsly          | 30 juillet 1996   | Danemark         | Uno-X Pro Cycling Team (2023)                  |
| Sébastien Grignard             | 29 avril 1999     | Belgique         | Lotto-Soudal U23 (2020)                        |
| Arjen Livyns                   | 1 septembre 1994  | Belgique         | Bingoal Pauwels Sauces WB (2022)               |
| Milan Menten                   | 31 octobre 1996   | Belgique         | Bingoal Pauwels Sauces WB (2022)               |
| Robin Orins                    | 6 mars 2002       | Belgique         | Lotto Dstny Development Team (2024)            |
| Alec Segaert                   | 16 janvier 2003   | Belgique         | Lotto Dstny Development Team (2023)            |
| Eduardo Sepúlveda              | 13 juin 1991      | Argentine        | Drone Hopper-Androni Giocattoli (2022)         |
| Liam Slock                     | 18 septembre 2000 | Belgique         | Lotto-Soudal Development (2022)                |
| Lionel Taminiaux               | 21 mai 1996       | Belgique         | Alpecin-Deceuninck (2023)                      |
| Jarne Van de Paar              | 23 octobre 2000   | Belgique         | Lotto-Soudal Development (2022)                |
| Lorenz Van de Wynkele          | 19 août 2001      | Belgique         | Lotto Dstny Development Team (2024)            |
| Lennert Van Eetvelt            | 17 juillet 2001   | Belgique         | Lotto-Soudal Development (2022)                |
| Brent Van Moer                 | 12 janvier 1998   | Belgique         | Lotto-Soudal U23 (2019)                        |
| Henri Vandenabeele             | 15 avril 2000     | Belgique         | Team DSM-Firmenich (2023)                      |
| Baptiste Veistroffer           | 29 mai 2000       | France           | Decathlon AG2R La Mondiale Development (2024)  |
| Reuben Thompson                | 15 février 2001   | Nouvelle-Zélande | Groupama-FDJ (2024)                            |
| Elia Viviani (20 fév.–31 déc.) | 7 février 1989    | Italie           | Ineos Grenadiers (2024)                        |
| Toon Aerts (7 avr.–31 déc.)    | 19 octobre 1993   | Belgique         | Baloise Trek Lions (2022)                      |
| Victor Van de Putte (7 avr.–)  | 20 mai 2002       | Belgique         | Deschacht-Hens-FSP (2025)                      |
|                                |                   |                  |                                                |
| Source : ProCyclingStats       |                   |                  |                                                |

Victoires
| Victoires | Victoires                        | Victoires | Victoires | Victoires     | Victoires |
| Date      | Course                           | Pays      | Classe    | Vainqueur     |           |
| --------- | -------------------------------- | --------- | --------- | ------------- | --------- |
| 7 fév.    | 3e étape de l'Étoile de Bessèges | France    | 2.1       | Arnaud De Lie |           |

## Saisons précédentes
| - Lotto-Belisol en 2012 - Lotto-Belisol en 2013 - Lotto-Belisol en 2014 - Lotto-Soudal en 2015 - Lotto-Soudal en 2016 - Lotto-Soudal en 2017 - Lotto-Soudal en 2018 | - Lotto-Soudal en 2019 - Lotto-Soudal en 2020 - Lotto-Soudal en 2021 - Lotto-Soudal en 2022 - Lotto Dstny en 2023 - Lotto Dstny en 2024 - Lotto en 2025 |